# Limão de cheiro
Limões de cheiro, ou laranjas de cheiro, eram as pequenas bolas de cera recheadas de águas perfumadas característica do carnaval do Rio de Janeiro, na primeira metade do século XIX. Os limões de cheiro eram manufaturados nas casas senhoriais e usados preferencialmente no Entrudo Familiar. Muitos escravos produziam limões de cheiro que eram vendidos em tabuleiros pela cidade no período do Carnaval.